# 吳祿貞

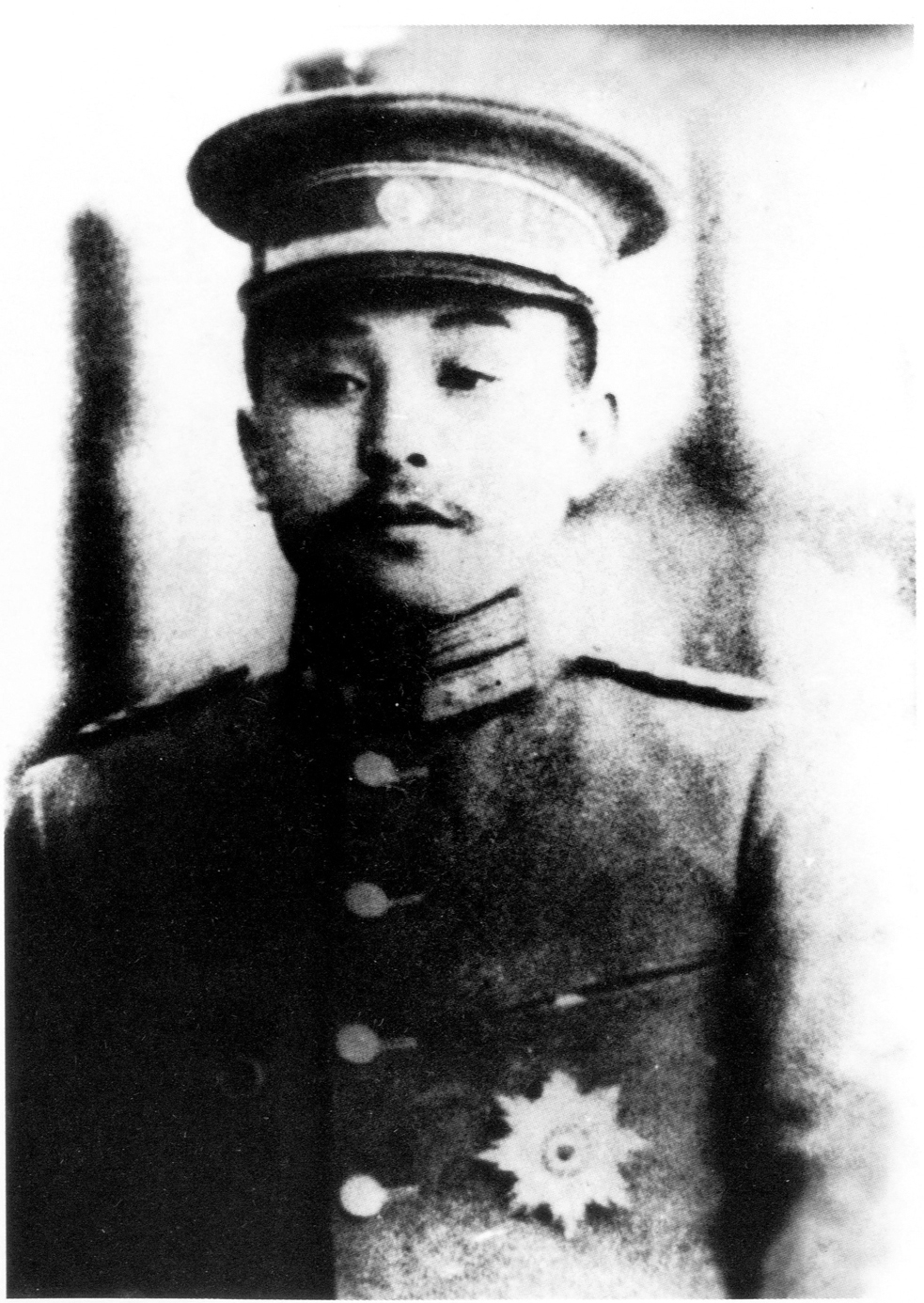
吳祿貞

吳祿貞（1880年3月6日—1911年11月7日），字绶卿，湖北雲夢吳家台人。清末军事将领，實則為臥底於清廷的革命黨員。
清廷委派署理山西巡撫，期望吳收復山西，吳暗中擔任革命黨燕晉聯軍總司令，後遇刺身亡。

## 生平

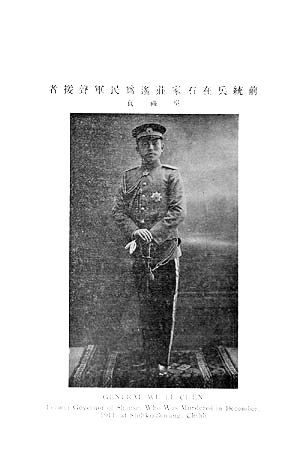
吳祿貞全身像

6歲就讀於伯父處，10歲其父至省垣教館，舉家遷往，由父課讀，好經史，尤愛岳飛詞及熊廷弼文。體魄矯健。
15歲喪父，迫於生計，入織布局當童工。
1896年，湖廣總督張之洞新編護軍營，次年考入湖北武備學堂。
1898年，冬被選送日本士官學校第一期習騎兵科，與張紹曾、藍天蔚，並稱「士官三傑」。並參加興中會，廣泛聯絡留日學生。同時與第二期生清貴族良弼交誼甚厚。 
1900年，八國聯軍侵佔北京，康有為派唐才常回國組織自立軍勤王，吳祿貞回國參加，統領大通軍。後起事日期推遲，吳不知，仍按原約於8月9日率先發難，僅以身免，逃日復學。
1902年，畢業回鄂，張之洞以大通舊案，將吳禁閉於弁學堂，訪談後卻視之如門生。張之洞先後委以鄂軍學務處會辦、弁學堂總教習、護軍全軍總教習、武備學堂會辦等要職。吳以職務之便，常與李書城、朱和中、曹亞伯、耿伯釗、賀之才等聚會於花園山李步青家，計議革命；並介紹劉靜庵、胡瑛、張難先等多人投入新軍。諸人皆視吳為當然領袖，並稱聚處為花園山機關部。
1903年11月，應黃興之約，赴長沙參議籌備華興會事宜。次年，2月，再赴湘出席華興會成立大會，預議長沙起義計劃。是時，清廷成立練兵處，來電指名調吳進京，吳本不欲往，經同志勸告：「不入虎穴，焉得虎子，莫若投身中央，伺機而動。」乃於5月晉京，充任該處軍學司訓練科馬隊監督，毫無實權，乃請准去陝、甘、新、蒙等地考察邊防。
1906年秋，至蘭州，以便服謁見陝甘總督升允，辭氣之間未能謙和遜順 ，被誣其「冒充欽差」，沿途「需索供應」。鐵良奉旨查辦，電升放其回京，撤去監督差使。
1907年7月，隨新任東三省總督徐世昌赴東北，任为陆军第六镇统制。推舉柏文蔚任參謀。8月，奉徐命調查間島問題，被任命為延吉邊務幫辦，常住延吉，以軍事機關兼理地方行政。派兵防守邊境要隘，組織民團，安撫僑民，並親自沿圖們江流域測量河流、地形，旁考列國輿圖，違譯西人記載，證以日韓邦志，斷以國史及諸名家著錄，於1908年4月，編輯成《延吉邊務報告書》三冊，以確鑿史實論證該地區自古以來為中國領土。吉林巡撫陳昭常忌之，將其調回。旋以延邊交涉事急，清廷迫不得已，於1909年授吳陸軍協都統、延吉邊務督辦、仍駐延吉。清政府根據吳祿貞調查報告， 迫使日方簽訂《圖們江中韓邊界條約》，確認延吉為中國領土。
吳在延吉時，為奉天同盟會遼東支部主要負責人，清廷已微有所聞，借口經費支絀，於1910年2月，將邊務督辦公署撤銷，改授吳為鑲紅旗蒙古副都統，隨肅王巡視蒙古。吳草成《經蒙條議》數萬言，不久，被派赴德、法兩國考察軍事，11月歸國。
黨人李書城等勸其謀取一巡撫實缺，以利開展革命。同盟會員黃愷元家乃巨富，慨然出銀兩萬兩，饋送慶親王奕劻，以促成其事。慶親王以巡撫無缺，任其為第六鎮統制。

## 遇刺
武昌起義，吳請命南征，冀脫羈絆，而陸軍大臣蔭昌不許，且抽該鎮第十一協編入第一軍南下，令吳率余部留保定待命。10月29日，駐灤州陸軍第二十鎮統制張紹曾通電要求清廷立憲，清廷惶懼不安，急派海軍大臣載洵前往疏解不成，乃再派吳。吳、張會商以武力反清，直搗北京。是時，山西亦宣布袒義，舉閻錫山為都督，清廷直接下令第六鎮第12協協統吳鴻昌率兵進駐石家莊，攻打娘子關。吳聞訊，星夜由灤州趕赴石家莊，制止部隊進攻，並派參謀長何遂與晉民軍商談合作，又派副官長王孝縝去武昌聯絡。
時孔庚自武昌來，向吳陳述漢口戰況及清軍焚燒漢口罪行，吳大憤，斷然下令截留南運武昌軍火，並電請清廷嚴懲縱火軍官，大赦革命黨人。清廷疑其為革命黨，但以其地處要衝，不敢撤換，乃佯為嘉許，並於11月4日委其署理山西巡撫进攻山西。吳陽為接受，於6日趕赴娘子關會晤山西都督閻錫山，密議組織燕晉聯軍，由吳任聯軍大都督兼總司令，閻和张绍曾副之，並約定11月7日为會師北上日期。
阎锡山日后曾在1931年2月17日（辛未正月初一日）的日记里详细讲述燕晋联军内情---

太原光复，吴禄贞将军愿联合晋省革命军，截断石庄堵袁世凯进京，并愿先会面于石庄。余欲往，众恐受骗，阻之。余曰：革命党人，岂有骗人之吴绶卿乎（绶卿为吴将军之字）。众坚阻，咸主先请其来，以观真象。余遂即电话约吴在娘子关会面，吴绶卿慨允而来。初见面，吴先云：君不崇朝而据有太原，可谓雄矣，但今日之革命，不在山西一隅，而在阻袁入京。盖袁入京，无论忠清与自谋，均不利于革命，愿晋军出石家庄，合组燕晋联军，君正我副，时已迫矣，请将军速决之。余曰：君谋极佩，机不可失，即开晋军全部到石，合组联军，君正我副。遂决定吴为燕晋联军大都督余副之。临别，吴问君何时开动。余曰：第一列军车，随君车之后即发，惜吴将军返抵石家庄旋即被刺而计划未果（吴禄贞清军第六镇统制）。
時袁世凱已受命組閣，以除吳為急務，乃密遣被吳革職的原協統周符麟潛入石家莊，以2萬元巨款收買吳之衛隊長馬惠田行刺。11月7日凌晨，吳在石家莊車站（今石家庄解放纪念馆）司令部草擬復張紹曾聯軍入京急電，才写完“愿率燕晋子弟一万八千人以从”，墨迹未干，馬惠田率暴徒突然闖入，將吳戕害，取其首級而去。參謀張世膺、副官周維楨同時遇難，时间为11月7日（辛亥九月十七[辛巳]）凌晨1点多。

### 经过扑朔迷离
吴禄贞遇刺真相从一开始就扑朔迷离。吴遇刺第二天（11月8日，辛亥九月十八[壬午]），清廷便称“昨吳祿貞被戕，當即派段祺瑞前往查辦確情，尚未覆奏。” 但是派原六镇统制段祺瑞带人去查，其实等于没查，也不了了之，到11月16日（九月廿六[庚寅])时，湖北道御史温肃却上了一道奏折论吴禄贞之死——

又奏、已故大員包藏禍心，反形已著，請宣示罪狀，以快人心而伸國法。竊已故山西巡撫吳祿貞，跋扈素著，曾游學東洋，歸後昌言排滿革命不諱。此次武昌事起，該員首與黎元洪通謀，又東說灤州軍隊，西煽太原叛兵，截留前敵軍械，並欲阻絕南北交通以抄第一軍之後路，皆該員主謀。以至旬日之閒，畿輔幾於震驚，朝廷為其要挾。旋於正定軍次，為其部下戕斃，赴正定縣出首，此事人言鑿鑿。若不明正其罪，勢將以倉猝被害，蒙邀恤典，而下手刺殺之人，且以凶手而罹法網，是非不明，功罪倒置，則人心去矣。得旨、著陳夔龍迅即查明據實覆奏。原摺著鈔給閱看。
《清史稿》卷25《宣统皇帝本纪》辛亥年九月涉及吴禄贞和溫肃的部分如下——

九月乙丑朔...戊寅...命第六镇统制吴禄贞署山西巡抚。...己卯，诏许革命党人以法律组政党。资政院言汉口之役，官军惨杀人民，请敕停战。谕袁世凯按治军官罪，商民损失由国家偿之。吴禄贞奏，遣员入敌军劝告，下令停攻击，亲赴娘子关抚慰革命军，诏嘉之。...戊子...吴禄贞以兵至石家庄，为其下所杀。御史温肃劾禄贞包藏祸心，反形显著。诏陈夔龙按查。...
根据中国大陆2011年出版的《清宫辛亥革命档案汇编》，上述《宣统政纪》所引温肃奏折未便披露的要害部分其实是“于正定军次欲遣人谋杀袁世凯，为其部下侦知，将该员戕毙，赴正定县出首。此事人言凿凿，一查便悉”。
恽毓鼎在其《澄斋日记》宣统三年辛亥部分的九月三次提到吴禄贞，并在后来听闻温肃论吴禄贞之死的奏折后更在九月十七日条上加眉批论吴（虽然讯息不全然正确，但其中“宝惠”是恽毓鼎的儿子恽宝惠，时任清廷陆军部文书科长）——

十四日晴。...以副都統吳祿貞撫山西。因賊犯娘子關，祿貞擊退之，故有此授。

十七日晴。山西巡撫吳祿貞夜飲醉臥，為叛兵所戕，割其首以去。〔眉〕吳祿貞叛跡顯著，使其遲五日不死，一支兵斷項城歸路，一支兵犯北京〔吳之計劃如此〕，宗社危矣。亂兵竄至藁城，保定告急。或又傳言，張紹曾將以灤州兵犯闕，監國欲避之，人心恟懼。複有都中旗兵仇視漢人，欲先發肆戮之說，於是滿人懼為革命漢人所殺，漢人複懼為報讎滿人所殺，訛言滿城，朝不保夕。餘坐齋中，靜看《唐紀》天寶末年一冊，覺長安失陷景象如在目前矣，不意十一年中將再見此事，不禁廢書三嘆。夜眠頗安。

十九日晴。...寶惠在署以電話報平安。張紹曾自請解兵柄回天津養痾，因都下盛傳其欲反，不勝憂懼，故有此奏。奉優詔溫獎，俟病痊後來京重用。吳綬卿為降兵所戕，其所統兩鎮兵分駐新樂、欒城，均極安靖，亂兵則竄回晉境。朝命段祺瑞相機剿撫。...
直隶总督陈夔龙奉命查案，仍然无法查出所以然，日后在其著作《梦蕉亭杂记》里，谈到“滦州兵变”时，如此讲道——

奉軍張紹曾佔據灤州車站，威脅朝廷立憲。結納新授晉撫吳祿貞，帶領第六鎮全軍駐紮石家莊，據直晉交界之道，擬俟前驅赴太原受事訖，即回戈直赴北京；紹曾亦由灤赴京，兩道夾攻都城，圖不世之大舉。石家莊軍隊並可阻截項城入鄂之師，不能北上，以免後顧之慮，用計誠為狡毒。幸天奪之魄，祿貞忽為隊下亂兵戕害，一說為項城遣人暗殺。後雖奉旨命余查辦，卒莫得其實在情形。然先除此一害，紹曾勢孤，氣為之奪。
虽然有人强解认为陈夔龙直指袁世凯主谋暗杀，但是陈是老官僚，拒绝透露更多内情，不过在他写给内阁和军咨府的报告却有提到引用驻正定县的徐邦杰的证言，“现吴禄贞联合山西革党，图抄汉口官军后路，扰害全国，反情显露，昨晚为部下所杀。”。
袁世凯二公子袁克文在十余年後出版的《辛丙秘苑》里的“刺吴案内幕”，却这样描述吴被刺的个中隐秘——

適吳祿貞簡山西巡撫，大兄知吳有異志，約為兄弟。每夜，吳以巨帽覆首，輕車過錫拉衚衕大兄寓宅，大兄屏退僕從，深室密談。執帖田鴻恩，先公舊僕，使隨侍大兄。田覺吳隱避可疑，且知大兄以數萬金授吳，乃密入窺聽，聞有奪彰德、斷後路之語，大駭，急走書告予。予邀張、袁議籌防衛，以炮兵守鐵道橋梁，機關槍隊佐之，阻其來途，且使人至石家莊探吳舉措。吳至石家莊，止不入晉，邀將士議劫彰德。有先公舊部隸吳軍下，聞議憤甚，夜入吳室刺殺之。彰德官紳初聞吳已剋期來劫，甚為惶懼，予與張、袁力為慰解，而中心焦灼，慮兵寡不足分佈。旋知吳見殺，一時人心始釋然矣。
当时住彰德的袁世凯心腹的实业家王锡彤日后在其所著《抑斋自述》里的《燕豫萍踪》里曾这样提到吴案——

吴统制调兵来袭袁宅，车已升火待发矣，部下卒皆袁公旧部，闻之愤怒，结合数十人刺吴死，故来告。...余思，死生命也，吴果来袭，余以久病之身，葬身炮火中无疑；且彰为后路粮台，彰德如失，大局将不可问。吴未行而先死，袁公之德泽在军人深矣，余固在庇荫中也。
在清朝陆军部任职的丁士源日后在《梅楞章京笔记》有两处提到吴禄贞，尤其所述农历九月十六（1911年11月6日）晚间情形甚详，如下——

十日早荫率全体幕僚开车，下午四时，至信阳，袁已停车在站相候。...荫车向北开，袁车向南开，但袁因孝感地方官绅与荫颇洽，故即在孝感以北之花园设司令部。荫车因接北京电，知石家庄车站吴禄贞不稳，但荫只命过石家庄不停车而已，并无其他戒备。...

十六日晚，肃邸灼知种种阴谋，请蒙古亲王那彦图公爵、博迭苏两御前大臣、涛贝勒军咨大臣、朗贝勒军咨大臣、洵贝勒海军大臣、润贝子陆军贵族学校校长、伦贝子资政院总裁、公载泽度支部大臣，同至禁烟大臣、恭亲王溥伟府中而对众曰：“今日邀诸君至此，余欲命丁士源报告八月二十二起至今日止前方并京中各要点，请诸君一聆，勿一误再误！”丁氏随即报告八月二十四日由北京西车站动身时至汉口战争沿途，并汉口作战、十四日到京、十五日在资政院各情况，及十六日所得各情报，逐一详细说明。并谓“即吴禄贞在石家庄之行为，亦系防袁，并无其他动作，惟吴之左右多第六镇不得开往前线者，或有受袁运动而出刺吴之举，因彼之卫队长马梦庄乃最不可靠之人，故余颇为吴惧。”

### 主谋何人
至于主谋是谁，一说是清朝军咨府的良弼主使，这在後来山西帮助建成的吴禄贞墓吴的碑文有提及；也有学者认为是第六镇里亲袁官兵自发所为；还有认为是良弼派陈其采与袁世凯所派周符麟两人共同买凶为之，其中载涛持此说甚力。
更有如徐珂的《清稗类钞·会党类》的《兴中会及同盟会》部分，提及革命党人所策划实施的暗杀時如此描述---

黨人之以謀暗殺而著聞於時者，申言之，則自史堅如謀炸兩廣督署事外，有吳樾之炸考察各國憲政五大臣，未成而吳死；有徐錫麟之槍斃安徽巡撫恩銘；有汪兆銘之謀炸攝政王；有溫生才之炸死廣州將軍孚琦；有熊成基之謀炸載洵；有陳敬嶽之謀炸廣東水師提督李準，未成而陳被捕；有周之貞之擊死廣州將軍鳳山；有彭家珍之擊死軍諮使良弼；最後又有謀炸袁世凱者。至山西巡撫吳祿貞之被刺而歾，則滿洲軍官為之，非民黨所為也。
黄鸿寿在民国三年（1914年）写就，四年（1915年）出版的《清史纪事本末》最後一卷，即卷八十《民軍起事及下詔辭位》，也认为是满洲军官所为（夹在江苏光复和释放汪兆铭之间）——

署山西巡撫吳祿貞在石家莊被刺。祿貞任第六鎮統制，以蔭昌兵在漢姦虜燒殺，因奏言蔭昌督師無狀，乃參謀易廼（按：原文如此，但有误，应为易乃谦）逢迎所致，請旨嚴懲。蔭昌惡之，禁衛軍第一協協統良弼嫉之尤甚，故改命爲晉撫以釋其兵柄，又重賂其部下第十二協協統周符麟，使引旗兵，於是月十七夜刺殺祿貞於石家莊營次。時陸軍部馬兵科科長張世膺以事來營中，亦遇害。
但更多人认为主谋就是袁世凯，这在1913年4月黄兴悼念遇刺身亡的宋教仁的挽联里可以看出： 

前年杀吴禄贞，去年杀张振武，今年又杀宋教仁；你说是应桂馨，他说是洪述祖，我说确是袁世凯。

1912年秋天李书城去北京探访曾任吴禄贞秘书，後来担任北洋政府交通总长的张志潭时，他直接指出主谋就是袁世凯，“杀吴禄贞的是袁世凯；袁不杀吴禄贞，就不能来到北京，袁的全盘计划就无从实现。”何遂在1924年与段祺瑞的三公子段宏业谈到吴禄贞遇刺时，段竟称赞凶手马惠田“是英雄，够朋友，他的行动省了不少不少的事。”
刘体智在所著的《异辞录》卷四的《吴禄贞》也提到袁世凯可能是主谋——

唐才常之役，實挾士官學生吳祿貞輩以俱來。康、梁以改革政治宣於眾，誑之回國見張文襄，說使從己，不然則以兵諫，眾說而從行。及至武昌，乃知捐軀以當鋒鏑，本已不欲，故事一洩而全遁。祿貞謂人曰：「吾奔至皖和悅州，過江之大通，始得附輪而下。見偵探二人隨己，有追捕之狀，當時即欲投江泅水逸。在刻不容緩之際，汽笛一聲，微聞二人私語曰『殆不在斯』，下舟去。至滬，亦既上日本郵船矣，與友偕至浴堂。一人似偵探，隨而同浴，先罷，故觸其衣落地，內中信件紛出，唐才常函在焉。友急掇起，嗔曰：『銀票何得疏忽。』此人既行，余微歎謂友曰：『險哉！』出門，車俟於門。倏見此人攀轅詢來歷，急馳而免。」是時吾國何得有許多偵探，莫非祿貞驚疑所致，然可見其狼狽情狀。祿貞至日本，文襄不欲醜播之外，學費續寄不絕。未幾，距畢業期近，學生監督日本人福島書詢文襄曰：「祿貞練習成材，棄之可惜。公如不用，吾將留歸日本籍。如用之，不得借故殺害。」文襄許諾，福島親送祿貞至鄂。文襄以簽押房後一室，居之累月，察其無異志，乃遣至軍。洎北洋六鎮成立，設練兵處，慶邸與項城領之。鐵良主政，忌項城權重，欲兼用鄂中將士，以持其平。良弼薦祿貞，請以闔家作保，慶邸從之。祿貞因而驟貴，官至統制，仍不改其初態。武漢變作，躍躍欲動，為人所刺死。新軍中咸疑項城為之，理或然與。
2025年4月24日、5月1日中国《团结报》分两期刊登《袁世凯旧部杀害吴禄贞的新证据》一文，利用王锡彤的《抑斋自述》、袁克文的《辛丙秘苑》、故宫馆藏的温肃奏折和陈夔龙、吴鸿昌等人的报告，以及新发现的宗室宝熙的《沈盦日记》，指出袁世凯肯定知道第六镇亲袁官兵谋害吴禄贞一事。其中宝熙的日记记下袁世凯如此提到吴禄贞、张绍曾二人——

吴禄贞反形久著，而亲贵竟用之。吴之死，则余第六镇之旧部曲之所为。张绍曾若迟三日不解兵柄，其首领亦不保矣。伊现在天津，昨屡有信来谢罪，求宥一死云，已用好言慰之。此余之对于叛将之手段也。
民国初年许指严（1895-1923）所著《新华秘記》里有一《石家庄惨剧》如此提到吴禄贞被刺情形——

...因是知当时同处一系中而矫然独异、欲本其良心作用，以造成共和民国者，其为袁氏所深恶痛绝，而务排除以为快也必矣！夫是以吴禄贞不得免于惨死。...而惟吴公禄贞则翘然独异，不与袁氏表同情，虽表面上虚与委蛇，而其严正之丰采及平时之行谊，浩乎不能自掩。禄贞字绶卿，自陆军学生擢至第六镇统制，固由荣禄与袁氏之力，顾其初愤清政不纲，汉族受祸，欲根本改革，以遂重行建设之计画，时与南中革命臣子，异曲同工，而于北洋系中之伪文明及蝙蝠派诸人，斥之甚力。此等论调，或时时见于著述。袁氏知之，密召与商榷。禄贞慷慨效命，而词气之间，则讽袁氏当以民国为前提，而不可以个人之权位为目的。词旨沉痛，与他军官之感激私恩，愿效前驱者敻异。袁氏心焉识之，谓此公非易与者，苟令得悉（志），吾数十载之辛苦将成画饼，而吾族且无噍类，遂注意防闲之。时仅为某军之营务处而己，因抑之不复超擢。及袁引疾退居洹上，荫昌、良弼等当轴，颇赏禄贞之敢于任事。摄政王亦然之，累擢至第六镇统制，实非袁之所愿也。
    无何，革命军起，袁既受清廷之命，组织内阁。时长江流域各省已先后宣布独立，而黄河流域之陕西、山西等亦同时举义。袁意以京师根本，不宜动摇，以固己身凭借之地位，而山、陕为肘腋之患，设有变起，京师即不可保，而己之完全计划将归失败。然禄贞者，既醉心革命，志在实行改革，必不能听己之指挥，若留之畿辅，行且潜为内应，其势勃不可遏。惟有调虎离山及诱蛇出穴之术，可以施其摧锄之惨剧。乃伪以旧部信用，保荐于清廷，使其统师向西征剿，而召心腹之武人，密伺左右，侦察其举动。谓：苟能除此害马者，黄金高位惟尔所欲，必不有吝。心腹某甲者，亦彪悍之将校，今日赫赫之上将军也。其时殊未露头角，而欲乞怜于袁。袁以此责任属之，且令便宜行事。禄贞统师至石家庄，时山西民军首领系禄贞旧友，赉密书至军中，责以大义。禄贞裁书答之，有“此行非助虐之谋，本为反攻之计。容部署粗定，以待会师东行，擒渠扫穴，在此一举”云云。孰知即袁心腹某甲之所为，竟私攫其复稿，飞电报袁。袁即命就近图之。某甲乃令其所蓄死士，乘夜入帐，欲得而甘心焉。是夕，吴方在行营司令部，批阅公牍，忽一短衣窄袖之差兵闯然而入，出勃郎宁手枪轰击。吴急呼侍卫，欲起觅所佩手枪，俱已不及，胸前及肘后已连中数弹。然即奋起格斗，掣得案上佩刀，格杀行刺者六七人始仆。副官某于别室闻声出视，又为别一刺客击中，同时惨殒。盖其时袁心腹某甲已遍贿其侍卫，俾远离中帐，且预除异己者以灭口。闻副官某之死，因识刺客之为某部下，偶呼其姓名，故并击杀之以灭口也。山西军闻耗，遂不敢进攻。而袁氏之个中势力，乃益膨胀，公然惟所欲为；革命军推翻根本之大计划，全归失败。使千数百年之帝王巢穴，赖此一击，遂克保全，议和退位，虚衍文章，卒成洪宪帝制之怪剧。其恶魔垢秽，至今未能扫躁，则皆袁氏之罪恶构成之也。予于丙辰秋适晋，过石家庄，见吴公有纪念碑在。虽贞珉玉立，题额辉煌，然身后之荣，何裨于时局？徒供迫维往事者凭吊唏嘘而已！
民国年间的著名记者陶菊隐的《北洋军阀统治时期史话》如此写道：

第六镇也是内部有两种不同倾向的一支队伍，袁早已收买了被吴革职的前任第十二协协统周符麟做他的奸细。他又估计到吴不会带兵进攻山西，曾经秘密指使代理第十二协协统吴鸿昌率部进攻山西以拆吴的台。但是吴很快地就由娘子关回到石家庄来，袁的分化政策来不及实现，就进一步地指使周把吴暗杀掉，袁许以事成之后升任为第六镇统制以酬其功。于是周又收买了吴的卫队营营长马惠田，叫他把吴干掉，许以事成之后给以二万元的奖金。
十一月六日（九月十六日），马把他的兵士秘密地布置在正太路车站的周围，他自己走进车站（吴的司令部设在车站内）向吴报告军情。当吴送他走出门时，马发出暗号指挥伏兵进攻车站，这个年仅三十二岁的青年统制与参谋张世膺、副官周维桢等同时被乱枪打死。
石家庄血案是一个极其恶劣的开端，对政治立场不同的人进行阴谋暗杀，收买别人的部下背叛长官，这个恶例在后来袁当权的时代继续运用，并且成为继起的独裁者消灭政敌的一道蓝本。
另一方面，像吴禄贞这样一个门户洞开丝毫没有革命警惕性的人，不但本人丧身于阴谋家之手，并使革命事业受到严重的损失，这对革命工作者又是一个深刻的教训。
吴被杀后，周符麟回任第十二协协统，第六镇统制则由第十一协协统李纯升充，这对叛徒也是一个很大的教训。
袁阴谋杀吴具有两个动机：第一，他要挽救清政府立刻被推翻的危机，要留着这个工具以对付革命军；第二，他以北方唯一的实力派自居，如果革命力量在北方生长和发展起来，他就有被逐出政治舞台的危险。因此，他把消灭北方敌人的工作看得比对付南方革命军的工作更为重要。他在那个时期几乎是用全副精神来处理这个问题的。

滦州“兵谏”和吴禄贞的活动都以失败为其结局。这不仅由于第六镇与第二十镇内部存在两种不同的倾向，而且由于张绍曾本身就是个摇摆不定的投机分子，吴禄贞是个丧失革命警惕性的冒险主义者。没有这些缺点，清政府的分化政策和袁的暗杀阴谋是无所施其伎俩的。

## 纪念
民國元年3月7日，臨時大總統孫中山予吳祿貞以大將軍例賜恤，全文如次——

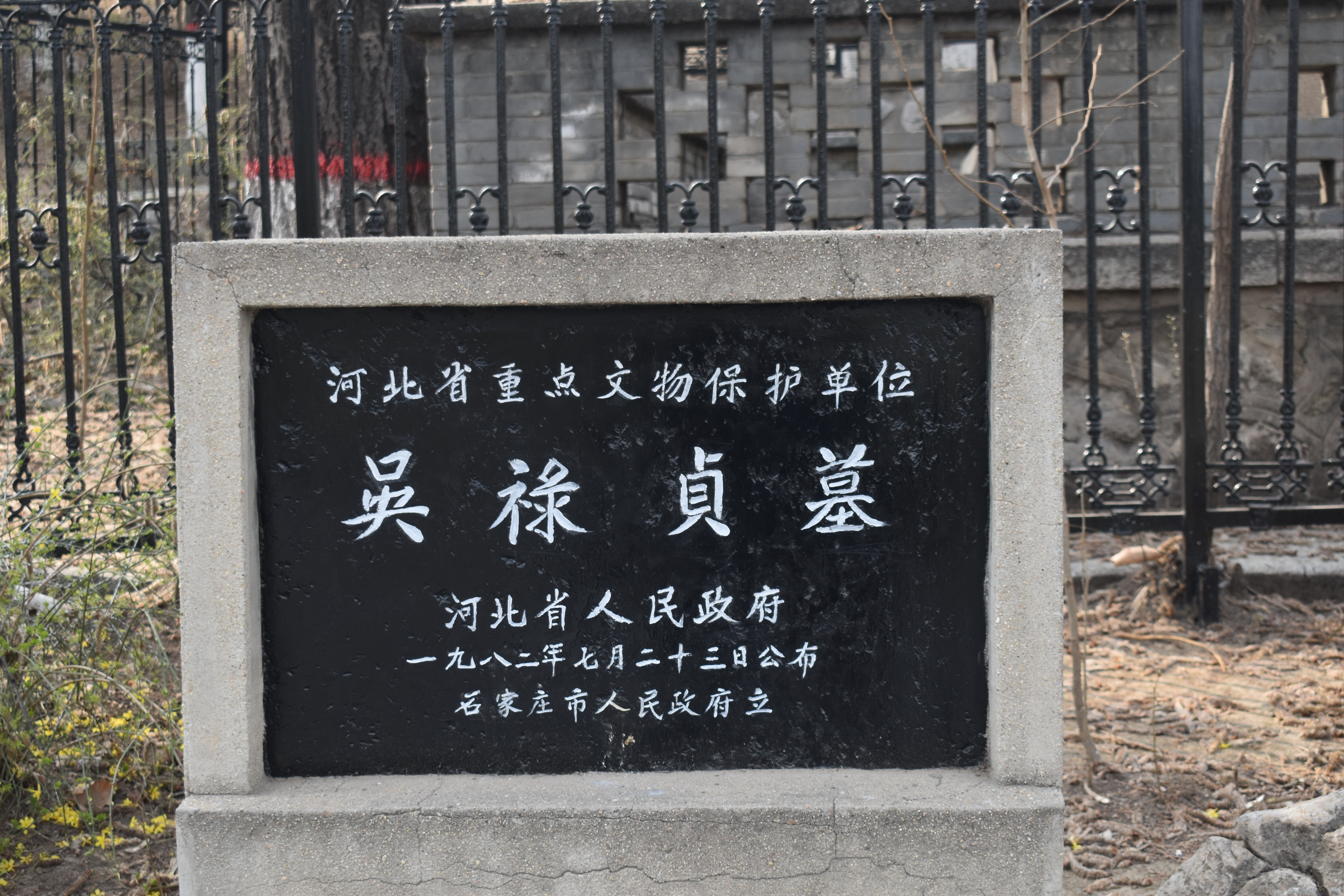
2022年3月的位于石家庄长安公园的重点文物保护单位-吴禄贞墓标识

|  | 据陆军部呈称：“窃维荡涤中原，肇建民国，为先祖复累世之仇，为后人造无穷之福，实赴义先烈捐躯洒血，以有今日。起义以来，效命疆场，碎身沙漠，若将若士，更仆难数。而吴禄贞、张世膺、周维桢三氏者，为同胞惨死，尤最凄怆，宜先抚恤者也。爰采各国抚遗恤亡之例，定抚恤章程：凡此起义诸将士兵卒，或遇害于行伍，或遭凶于暗昧，均按其等级高下，呈请赐予一时恤金及遗族恤金，以酬忠烈，而励将来。查吴禄贞应照大将军例，赐一时恤金一千五百元，遗族每年恤金八百元；张世膺照先右将军例，赐一时恤金一千一百元，遗族每年恤金六百元；周维桢照大都尉，赐一时恤金九百元，遗族每年恤金五百元。拟请从先酌准赐予三氏恤金，以为我共和开国报功酬庸之先表，宣示天下，以不负忠烈之意。为此呈请查核，伏乞照准施行”等情前来。查民国新成，宜有彰勋之典。吴、张、周三氏，当义师甫起之日，即阴图大举，绝彼南下之援，以张北伐之势。事机甫熟，遽毙凶刃，叠被重伤，身首异处，死事至惨，而抚恤之典尚尔缺如。该部所称，实属深明大体，应准如所请，风示天下。此令。 |

之后在3月14日（吴禄贞阴历生日元月廿六）在上海等地公祭和追悼吴禄贞，孙中山親撰祭文，贊道：

  荆山楚水，磅礴精英，代有伟人，振我汉声。觥觥吴公，盖世之杰，雄图不展，捐躯殉国。
昔在东海，谈笑相逢，倡义江淮，建牙大通。契阔十年，关山万里，提兵燕蓟，壮心未已。
滦州大计，石庄联军，将犁虏廷，建不世勋。猰貐磨牙，蜂虿肆毒，人之云亡，百世莫赎。

并有不少人敬送挽联，尤以革命元勋黄兴的最为有名，曰：

李北平之将略，韩侍中之边功，大厦正资材，公缓须臾，万里早空胡马迹；
罗斯伯其激昂，来君叔其惨烈，二难同赴义，我悲后死，九原莫负故人心！

后人一般只采对联最后的两小段，遂成“公缓须臾，万里早空胡马迹；我悲后死，九原莫负故人心！”其中上联里的“李北平”指西汉著名将领李广，因李广曾担任右北平郡守，时常侵犯边境的匈奴人对李广甚是敬畏而不敢犯边；“韩侍中”指北宋名臣韩琦，当年韩以镇守西陲立下边功，黄兴在此暗指吴禄贞当年驻守延边并为清廷取得間岛一案的外交成功，可与韩琦防止西夏侵宋相可比拟；下联里的“来君叔”为来歙，为东汉初期大臣，平定蜀地的公孙述时被其派出的刺客刺杀，临终前忍痛写完对东汉光武帝的表章，然后抽出刺客的刀刃而死。

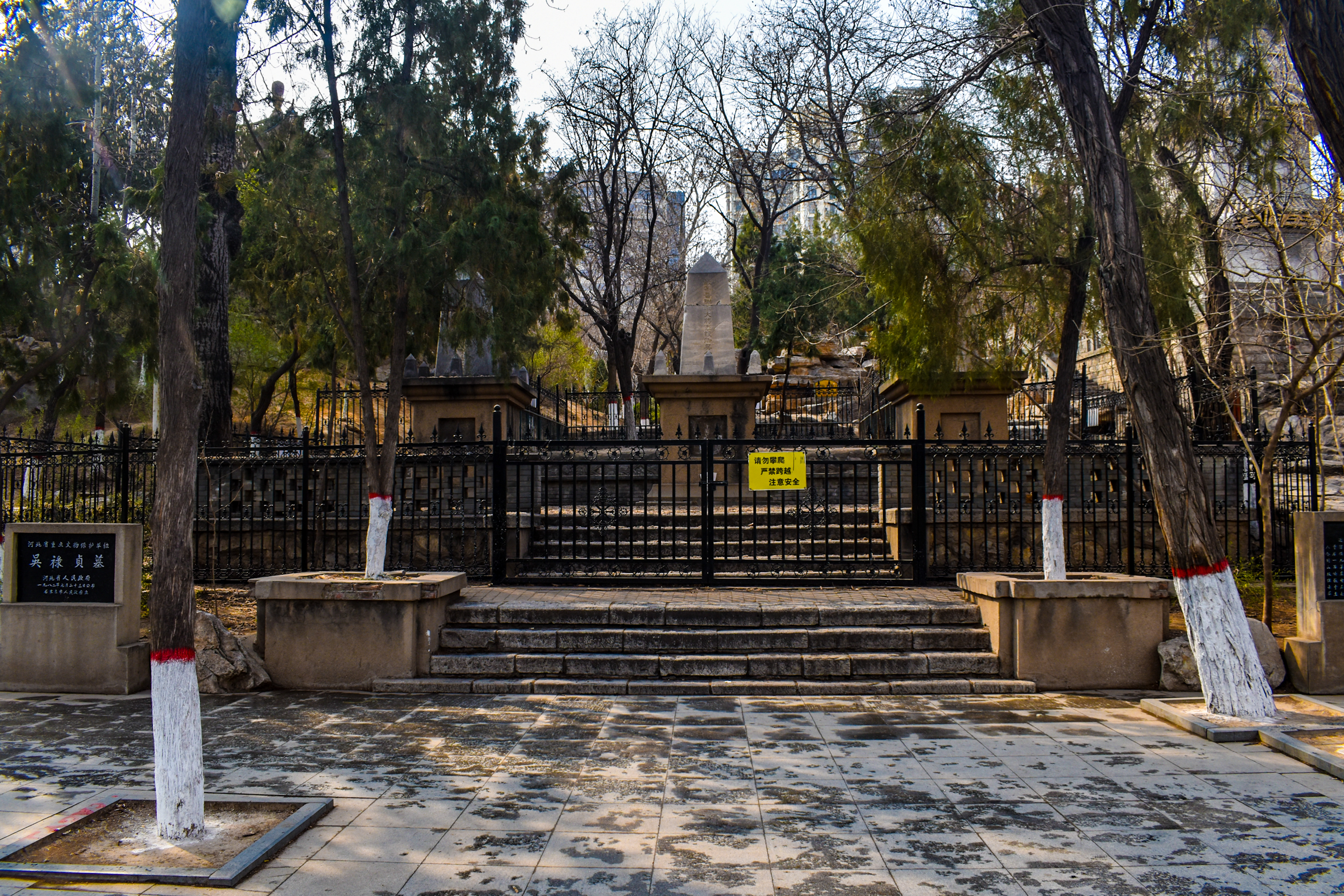
2022年3月的位于石家庄长安公园的吴禄贞墓

民国二年11月7日，吴禄贞墓建成，迁葬吴、张、周三人於石家莊，孙中山有派員代為致祭。1982年，吴禄贞墓迁至石家庄长安公园，現列為重點保護文物。有《吳綬卿先生遺詩》二卷行世。
吴禄贞、张世膺、周维桢三烈士灵位也在台北圆山忠烈祠文烈士祠里供奉。